# Championnat du Cap-Vert de football 2003
Navigation
Saison précédente Saison suivante
La saison 2003 du Championnat du Cap-Vert de football est la vingt-quatrième édition de la première division capverdienne, le Campeonato Nacional. Après une phase régionale qualificative disputée sur chacune des neuf îles habitées de l'archipel, les onze meilleures équipes disputent le championnat national, joué en deux phases :
- une phase de poules (deux poules de six équipes) dont seuls les deux premiers accèdent à la phase finale
- une phase finale à élimination directe (demi-finales et finale) en matchs aller et retour qui détermine le vainqueur du championnat

C’est l'Académico do Aeroporto qui remporte la compétition cette saison, après avoir battu le Futebol Clube de Ultramarina en finale nationale. Il s'agit du tout premier titre de champion du Cap-Vert de l’histoire du club.
À partir de cette saison, les îles de Santiago et Santo Antão organisent deux championnats régionaux et ont donc deux représentants chacune, ce qui porte le nombre de clubs en phase finale à onze, contre neuf auparavant.

## Les clubs participants
- Île de Boa Vista :
  - Associação Académica e Operária
- Île de Brava :
  - Clube Desportivo Nô Pintcha
- Île de Fogo :
  - Cutelinho Futebol Clube
- Île de Maio :
  - Clube Deportivo Onze Unidos
- Île de Sal :
  - Académico do Aeroporto
- Île de Santiago :
  - Barcelona de Tarrafal (zone Nord)
  - Clube Desportivo Travadores (zone Sud)
- Île de Santo Antão :
  - Paulense Desportivo Clube (zone Nord)
  - Associação Académica do Porto Novo (zone Sud)
- Île de São Nicolau:
  - Futebol Clube de Ultramarina
- Île de São Vicente:
  - Batuque Futebol Clube

## Compétition

### Phase de poules
Le barème utilisé pour établir le classement est le suivant :
- Victoire : 3 points
- Match nul : 1 point
- Défaite, forfait ou abandon : 0 point

| Rang | Équipe                             | Pts | J | G | N | P | Bp | Bc | Diff |
| ---- | ---------------------------------- | --- | - | - | - | - | -- | -- | ---- |
| 1    | Futebol Clube de Ultramarina       | 9   | 4 | 3 | 0 | 1 | 9  | 4  | +5   |
| 2    | Clube Desportivo Travadores        | 7   | 4 | 2 | 1 | 1 | 7  | 4  | +3   |
| 3    | Clube Desportivo Nô Pintcha        | 7   | 4 | 2 | 1 | 1 | 4  | 4  | 0    |
| 4    | Clube Deportivo Onze Unidos        | 4   | 4 | 1 | 1 | 2 | 4  | 6  | -2   |
| 5    | Associação Académica do Porto Novo | 1   | 4 | 0 | 1 | 3 | 3  | 9  | -6   |

| Rang | Équipe                          | Pts | J | G | N | P | Bp | Bc | Diff |
| ---- | ------------------------------- | --- | - | - | - | - | -- | -- | ---- |
| 1    | Académico do AeroportoT         | 12  | 5 | 4 | 0 | 1 | 7  | 1  | +6   |
| 2    | Cutelinho Futebol Clube         | 11  | 5 | 3 | 2 | 0 | 7  | 3  | +4   |
| 3    | Batuque Futebol Clube           | 10  | 5 | 3 | 1 | 1 | 7  | 4  | +3   |
| 4    | Paulense Desportivo Clube       | 4   | 5 | 1 | 1 | 3 | 5  | 8  | -3   |
| 5    | Barcelona de Tarrafal           | 3   | 5 | 0 | 3 | 2 | 4  | 8  | -4   |
| 6    | Associação Académica e Operária | 1   | 5 | 0 | 1 | 4 | 6  | 12 | -6   |

### Phase finale
|  | Demi-finales                 | Demi-finales                 | Demi-finales           | Demi-finales           |                              |                              | Finale | Finale | Finale | Finale |
|  |                              |                              |                        |                        |                              |                              |        |        |        |        |
|  |                              |                              |                        |                        |                              |                              |        |        |        |        |
|  | Clube Desportivo Travadores  | Clube Desportivo Travadores  | 0                      | 0                      |                              |                              |        |        |        |        |
|  | Clube Desportivo Travadores  | Clube Desportivo Travadores  | 0                      | 0                      |                              |                              |        |        |        |        |
|  | Académico do AeroportoT      | Académico do AeroportoT      | 1                      | 0                      |                              |                              |        |        |        |        |
|  | Académico do AeroportoT      | Académico do AeroportoT      | 1                      | 0                      | Futebol Clube de Ultramarina | Futebol Clube de Ultramarina | 0      | 2      |        |        |
|  |                              |                              |                        |                        | Futebol Clube de Ultramarina | Futebol Clube de Ultramarina | 0      | 2      |        |        |
|  |                              |                              | Académico do Aeroporto | Académico do Aeroporto | 2                            | 1                            |        |        |        |        |
|  | Cutelinho Futebol Clube      | Cutelinho Futebol Clube      | Académico do Aeroporto | Académico do Aeroporto | 2                            | 1                            | 0      | 0      |        |        |
|  | Cutelinho Futebol Clube      | Cutelinho Futebol Clube      |                        |                        |                              |                              |        | 0      |        |        |
|  | Futebol Clube de Ultramarina | Futebol Clube de Ultramarina | 3                      | 3                      |                              |                              |        |        |        |        |
|  | Futebol Clube de Ultramarina | Futebol Clube de Ultramarina | 3                      | 3                      |                              |                              |        |        |        |        |

- Le match aller entre le Cutelinho Futebol Clube et le FC Ultramarina est abandonné à la 90e minute à la suite de l'agression d'un arbitre. La rencontre est perdue sur tapis vert par Cutelinho, qui est exclu de la compétition.

#### Finales
| 26 juillet 2003 | Futebol Clube de Ultramarina | 1 - 3 | Académico do Aeroporto  | Stade João de Deus Lopez da Silva, Ribeira Brava |  |
|                 | Pascoa 5e                    |       | 10e, 32e Pu · 53e Nhuca |                                                  |  |

| 2 août 2003 | Académico do Aeroporto | 3 - 2 | Futebol Clube de Ultramarina | Stade Marcelo Leitão, Sal |  |
|             | Dixa ,                 |       | , Vitor                      |                           |  |

## Bilan de la saison
| Championnat du Cap-Vert de football 2003 |                                    |
| Champion                                 | Académico do Aeroporto (1er titre) |
| Qualifications continentales             |                                    |
| Ligue des champions de la CAF 2004       | Aucun                              |
| Coupe de la confédération 2004           | Aucun                              |
| Promotions et relégations                |                                    |
| Promus en Campeonato Naçional            | Aucun                              |
| Relégués                                 | Aucun                              |